# Tom Petranoff
Thomas Adam Petranoff, detto Tom (Aurora, 8 aprile 1958), è un ex giavellottista statunitense naturalizzato sudafricano.

## Palmarès

### Mondiali
- 1 medaglia[1]:
  - 1 argento (Helsinki 1983)

### Giochi panamericani
- 1 medaglia[1]:
  - 1 bronzo (Winnipeg 1999)

### Goodwill Games
- 1 medaglia[1]:
  - 1 oro (Mosca 1986)

### Campionati africani
- 2 medaglie[2]:
  - 2 ori (Mauritius 1992; Durban 1993)